# ガーディアンズ (バンプレストのゲーム)
『ガーディアンズ』(GUARDIANS)とは、1995年にバンプレストから発売されたアーケード用ベルトスクロールアクションゲーム。開発はウィンキーソフトが手がけた。

## 概要
『電神魔傀』（スーパーファミコン版では『ゴーストチェイサー電精』）の続編。しかしながら前作の主人公である「魔傀」は登場しない。
ストーリーは「フォーダム」と呼ばれる中枢体と同化して世界征服を企む男の野望を食い止めるために実戦部隊「ガーディアンズ」が立ち向かうというものになっている。ステージ中の会話シーンやキャラクターのボイスは存在しない。また、前作にあった合体技は今作には無い。
前作ではすべての敵キャラクターの体力ゲージと名前が表示されたが、今作ではステージボスの体力が表示されるのみになった。しかし、今作ではプレイヤーキャラクターの残機が設定されている。
登場ステージは全部で5つ（分岐を含めると8ステージ）。エンディングはプレイヤーキャラクター達が敵の軍団を全滅させたことを上司に報告するシーンのみであり、前作のようなキャラクターごとの個別エンディングは存在しない。

## プレイヤーキャラクター
プレイヤーは以下のガーディアンズのメンバー8人から選択してプレイする。
ギルリアン・ゼルブスト
「魔傀」に変わって、今作の主人公を務める男性。ガーディアンズのリーダー。前作の最終ボスのギルリアンと同名で同じ技を使うが詳細は不明。
黒騎士（ミラ・ロマノア）
『電神魔傀』から引き続き登場する女性ファイター。髪型が紫色のストレートロングヘアから金髪のポニーテールに変更。『電神魔傀』では年齢不詳だったが、インストラクションカードに書かれたプロフィールから年齢が23歳と判明した。
タルクス・ドールマン
『電神魔傀』から引き続き登場する巨漢ファイター。
プログレッソ・ベルヴァ
『電神魔傀』に登場した「ベルヴァ」の改良型というべき戦闘ロボット。ゲーム内では「P・ベルヴァ」と表記される。
ゼル・ディア
今作では『電神魔傀』のエンディングで見せた翼の生えた女性として登場する。
スカルビュレ
前作でのゼル・ディアのポジションにいる巨大モンスター。戦うために作り出された戦闘生物。片手がハサミになっており、体の一部を武器に変える。
刃零
攻牙流忍術最後の伝承者である忍者。背中に忍者刀「影久」と「魔輝」を背負っている。
朧 天明（ろ てんめい）
道師の衣装を纏った謎の中国人。仙術を使う他に袖に隠した暗器を操る。

## 操作方法
8方向レバー
移動
Aボタン
短く押すと攻撃、押したままでガード
Bボタン
ジャンプ（8方向）
Cボタン
重火器（気力消費）